# Amfiteatru Economic
Amfiteatru Economic este o revistă științifică publicată de Facultatea de Business și Turism, din Academia de Studii Economice din București, la Editura Academia de Studii Economice din București(A.S.E.).
Revista Amfiteatru Economic a fost fondata în anul 1999, este realizată actualmente de un colectiv de cadre didactice din Facultatea de Business și Turism(fostă Comerț), Academiei de Studii Economice din [București], în versiune română și engleză. Abordează teme economice de anvergură națională, regională și internațională.
Revista Amfiteatru Economic este clasificată de către Consiliul Național al Cercetării Științifice din Învățământul Superior (CNCSIS) din România în categoria A.
Revista Amfiteatru Economic este inclusă în baza de date internațională ISI Thomson Reuters Services (Social Sciences Citation Index, Social Scisearch, Journal Citation Reports/Social Sciences Edition), din anul 2017 baza de date internațională ISI Thomson Reuters Services se transforma in Clarivate Analytics Web of Science.
Revista mai este indexată și în bazele de date internaționale: Scopus, EBSCO Publishing, ProQuest LLC, Directory of Open Access Journals (DOAJ), Journal of Economic Literature (EconLit), Elsevier B.V. Bibliographic Databases (SCOPUS), Research Papers in Economics (RePEc), International Bibliography of the Social Sciences (IBSS) și Cabell's Directory of Publishing Opportunities (Business Directories - Economics & Finance).